# ウルツィニ
ウルツィニ（モンテネグロ語:Улцињ / Ulcinj、アルバニア語ではウルチニ:Ulqini / Ulqin）とは、モンテネグロの町。同国最南端に位置している。

## 地理
モンテネグロ最南端のアルバニアとの国境にあり、アドリア海の海岸に位置する。
東部には1930年代に建設されたウルツィニ塩田があり、2013年の操業停止まではアドリア海周辺で最大規模の塩田（塩類平原）であった。操業停止以降は自然が戻りつつ、現在は草地となり、塩生植物とヨシに覆われる。渡り鳥の越冬地、営巣地、餌場となるほか、両生類のPelophylax shqipericus、爬虫類のヨーロッパヌマガメと哺乳類のユーラシアカワウソも生息している。

## 歴史
この地域の歴史は古く、青銅器時代の居住の跡が見られる。また、紀元前5世紀にコルキスの植民によってこの都市は発見され、紀元前3世紀の詩人、ロドスのアポローニオスにもこの都市は触れられている。
その後、この地にギリシアの影響が強くなってくると、イリュリア人は石の壁をこの地に建設し、そして、紀元前163年、ローマ帝国はこの地をオルシニウムと命名した。そして、ローマ帝国が東西分裂を起こすと、東ローマ帝国の管轄下に入った。
中世になるまで、この地はアドリア海に於ける海賊の本拠地の一つとして有名であった。併し、この地の住民に対する外部の印象は意外にもよく、細部にまで気を遣い、よく議論すると言う印象であったと言う。
1183年、中世セルビア王国のステファン・ネマニャはこの地を征服し、その後にこの地はアドリア海沿岸の重要な都市として栄えた。そして、1355年にこの地の名前がウルツィニに改名された。
1423年にこの地がヴェネツィア共和国に征服されると、この都市の名前もヴェネツィア語のドゥルチーニョ（Dulcigno）に改名され、アルバニア・ヴェネタに属す事となった。また、この頃、この地の海岸でサラセン人の船が海難事故を起こし、それ以降この地にはアフリカからの人も居住するようになった。
その後にこの地はオスマン帝国によって征服され、ベルリン会議でモンテネグロ王国が独立し、その領域の端として編入された。その後、近代セルビア王国、ユーゴスラビア王国、ユーゴスラビア社会主義連邦共和国、ユーゴスラビア連邦共和国、セルビア・モンテネグロに属した後、現在のモンテネグロに属しているのである。

## ウルツィニで暮らした著名人
- ミゲル・デ・セルバンテス
- シャブタイ・ツヴィ

## 住民
市街地全体の住民の人数変遷は下記の通りである。
- 1981年3月 - 9,140人
- 1991年3月 - 10,025人
- 2003年1月 - 10,828人

2003年時点の民族分布は下記の通りである。
- アルバニア人 73.14%
- モンテネグロ人 11.93%
- セルビア人 7.44%
- ムスリム人 3.36%
- ボスニア人 1.46%

また、同年の宗教分布は下記の通りである。
- ムスリム 70%
- ローマ・カトリック 20%
- 正教会 10%

## 旅行
ウルツィニはモンテネグロの観光地として著名で、2010年1月のニューヨーク・タイムズ紙の2010年に行きたい場所31の特集の内の一つとしてこの都市が挙げられている。モンテネグロや近隣諸国では最も有名で美しい海岸を持つ都市として有名であるが、その他の主要国での知名度は高くないのが実情である。また、この地への旅行者は隣国アルバニア以外にもイタリア、ドイツ、東ヨーロッパの国々からが多い。

## 祭
ヒツジ同士の角をぶつけ合わせる、伝統的な闘羊祭が行われる。

## 気候
| ウルツィニの気候              | ウルツィニの気候 | ウルツィニの気候 | ウルツィニの気候 | ウルツィニの気候 | ウルツィニの気候 | ウルツィニの気候 | ウルツィニの気候 | ウルツィニの気候 | ウルツィニの気候 | ウルツィニの気候 | ウルツィニの気候 | ウルツィニの気候 | ウルツィニの気候 |
| 月                            | 1月              | 2月              | 3月              | 4月              | 5月              | 6月              | 7月              | 8月              | 9月              | 10月             | 11月             | 12月             | 年               |
| ----------------------------- | ---------------- | ---------------- | ---------------- | ---------------- | ---------------- | ---------------- | ---------------- | ---------------- | ---------------- | ---------------- | ---------------- | ---------------- | ---------------- |
| 最高気温記録 °C （°F）        | 17 (63)          | 20 (68)          | 22 (72)          | 25 (77)          | 30 (86)          | 33 (91)          | 37 (99)          | 40 (104)         | 32 (90)          | 28 (82)          | 23 (73)          | 18 (64)          | 40 (104)         |
| 平均最高気温 °C （°F）        | 10 (50)          | 11 (52)          | 14 (57)          | 18 (64)          | 23 (73)          | 27 (81)          | 31 (88)          | 30 (86)          | 27 (81)          | 21 (70)          | 16 (61)          | 11 (52)          | 20 (68)          |
| 平均最低気温 °C （°F）        | 2 (36)           | 3 (37)           | 5 (41)           | 9 (48)           | 13 (55)          | 16 (61)          | 19 (66)          | 19 (66)          | 15 (59)          | 11 (52)          | 7 (45)           | 4 (39)           | 10 (50)          |
| 最低気温記録 °C （°F）        | −7 (19)          | −6 (21)          | −5 (23)          | 3 (37)           | 6 (43)           | 10 (50)          | 11 (52)          | 13 (55)          | 7 (45)           | 6 (43)           | −1 (30)          | −3 (27)          | −7 (19)          |
| 降水量 mm （inch）            | 179 (7.05)       | 152 (5.98)       | 130 (5.12)       | 119 (4.69)       | 82 (3.23)        | 58 (2.28)        | 33 (1.3)         | 51 (2.01)        | 105 (4.13)       | 146 (5.75)       | 197 (7.76)       | 181 (7.13)       | 1,433 (56.42)    |
| 平均降水日数                  | 12               | 11               | 12               | 12               | 10               | 9                | 6                | 6                | 8                | 9                | 12               | 13               | 120              |
| 平均月間日照時間              | 120              | 120              | 150              | 180              | 240              | 270              | 330              | 300              | 240              | 180              | 120              | 120              | 2,370            |
| 出典：weather2travel.com 2009 |                  |                  |                  |                  |                  |                  |                  |                  |                  |                  |                  |                  |                  |

## 交通
この地にはアドリア海沿岸道路が通っている。空港は嘗てはウルツィニ空港があったものの、閉鎖されて以降は空港はなく、ティヴァト空港若しくはポドゴリツァ空港に行く必要がある。また移動にはバスやタクシーが便利である。